# Tàngara de Grenada
La tàngara de Grenada (Stilpnia cucullata) és un ocell de la família dels tràupids (Thraupidae).

## Hàbitat i distribució
Habita boscos, clars, vegetació secundària i matolls a les Petites Antilles, a Saint Vincent i Grenada.

## Taxonomia
Alguns autors la inclouen al gènere Tangara i consideren que la població de Saint Vincent és en realitat una espècie de ple dret:
- Stilpnia versicolor (Lawrence, 1878) - tàngara de Saint Vincent[2]